# Grevillea victoriae
Grevillea victoriae är en tvåhjärtbladig växtart. Grevillea victoriae ingår i släktet Grevillea och familjen Proteaceae.

## Underarter
Arten delas in i följande underarter:
- G. v. brindabella
- G. v. nivalis
- G. v. victoriae